# Енріке Пенья Ньєто
Енріке Пенья Ньєто (ісп. Enrique Peña Nieto; нар. 20 липня 1966, Атлакомулько) — мексиканський політик, президент Мексики (з 1 грудня 2012 року по 1 грудня 2018 року). У 2005–2011 роках був губернатором штату Мехіко. Представник Інституційно-революційної партії.

## Біографія
Енріке Пенья Ньєто народився 20 липня 1966 року у мексиканському містечку Атлакомулько. Закінчив Панамериканський університет у Мехіко і магістратуру з керування бізнесом Технологічного інституту Монтеррея. З початку 1990-их років займав різні посади у складі уряду штату Мехіко, у 1993-1998 роках керував апаратом Секретаріату економічного розвитку штату, а в 1999–2000 був заступником секретаря уряду, у 2000-2002 роках очолював Інститут соціальної безпеки штату Мехіко і муніципалітетів (ісп. Consejo Directivo del Instituto de Seguridad Social del Estado de México y Municipios) та був віце-президентом ради з комплексного розвитку сім'ї (ісп. Junta de Gobierno del Sistema para el Desarrollo Integral de la Familia). Згодом Ньєта був депутатом місцевого парламенту. У 2005 році переміг на виборах губернатора штату Мехіко. На посту приділяв особливу увагу розвитку інфраструктура й транспорту, а також вдосконаленню системи охорони здоров'я.
2011 року Енріке Пенья Ньєто покинув пост губернатора Мехіко і висунув свою кандидатуру на виборах президента країни, ставши єдиним кандидатом від Інституційно-революційної партії. Переміг на виборах, отримавши 38,21% голосів мексиканців (його найближчий супротивник Андрес Мануель Лопес Обрадор — 31,5%).
1 грудня 2012 року відбулася інавгурація нового президента, він офіційно заступив на посаду.